# Philippe Poutou
« Poutou » redirige ici. Pour les autres significations, voir Poutou (homonymie).
Philippe Poutou ([filip putu] ), né le 14 mars 1967 à Villemomble (alors dans le département de la Seine), est un homme politique français, militant anticapitaliste engagé dans plusieurs partis d'extrême gauche, d'abord Lutte ouvrière puis la Ligue communiste révolutionnaire, et à partir de 2009 le Nouveau Parti anticapitaliste (NPA).
Candidat du NPA à l'élection présidentielle de 2012, il recueille 1,15 % des voix. Il est à nouveau candidat au scrutin présidentiel de 2017, où il obtient 1,09 % des voix.
Ouvrier dans une usine Ford dans la banlieue de Bordeaux, il milite dans les rangs de la CGT contre la fermeture de celle-ci, qui intervient finalement en 2019.
Tête de la liste « Bordeaux en luttes » soutenue par le NPA, La France insoumise et des Gilets jaunes aux élections municipales de 2020 à Bordeaux, il est élu conseiller municipal à l'issue du second tour.
Investi une troisième fois par son parti pour la présidentielle de 2022, il arrive en onzième position au premier tour de l'élection en obtenant 0,76 % des voix.

## Biographie

### Famille
Philippe Poutou naît le 14 mars 1967 à Villemomble. Il est le fils d'un père postier et d'une mère femme au foyer. Ses parents sont de gauche et sympathisants du Parti socialiste.

### Situation professionnelle
Sans diplôme, après avoir échoué au bac mécanique, Philippe Poutou a d'abord enchaîné les emplois précaires, comme intérimaire ou surveillant de collège, avant d'être embauché en CDI chez Ford comme réparateur de machines-outils en 1996.
Il est ouvrier à l'usine Ford de Blanquefort en Gironde, usine qui fabrique principalement des boîtes de vitesses automatiques, au sein de laquelle il est l'un des responsables de la section syndicale de la CGT. Il se fait connaître en 2007 pour son implication dans le mouvement contre la fermeture de l'usine de Blanquefort, qui permet de maintenir 955 emplois.
Dans sa déclaration à la Haute Autorité pour la transparence de la vie publique en 2017, il indique posséder une Peugeot 3008 de 2012 mais aucun bien immobilier, ni aucun autre bien,.
En 2019, avec la fermeture de l'usine Ford de Blanquefort, Philippe Poutou est licencié,. À partir de juin 2020, il touche 1 000 euros par mois en tant que conseiller métropolitain de Bordeaux Métropole et 300 euros par mois en tant que conseiller municipal de Bordeaux,.
Il annonce le 14 septembre 2022 qu'il est chargé de la promotion « hors média » de films au sein de la société Urban Distribution, en CDI à mi-temps. La société de distribution avait contribué à produire un documentaire sur la lutte syndicale des ouvriers de l'usine Ford de Blanquefort, qui sort en décembre 2022 : Il nous reste la colère.
Le 9 avril 2025, Philippe Poutou ouvre, avec sa compagne, une librairie indépendante à Bordeaux,.

### Militantisme politique

#### Débuts

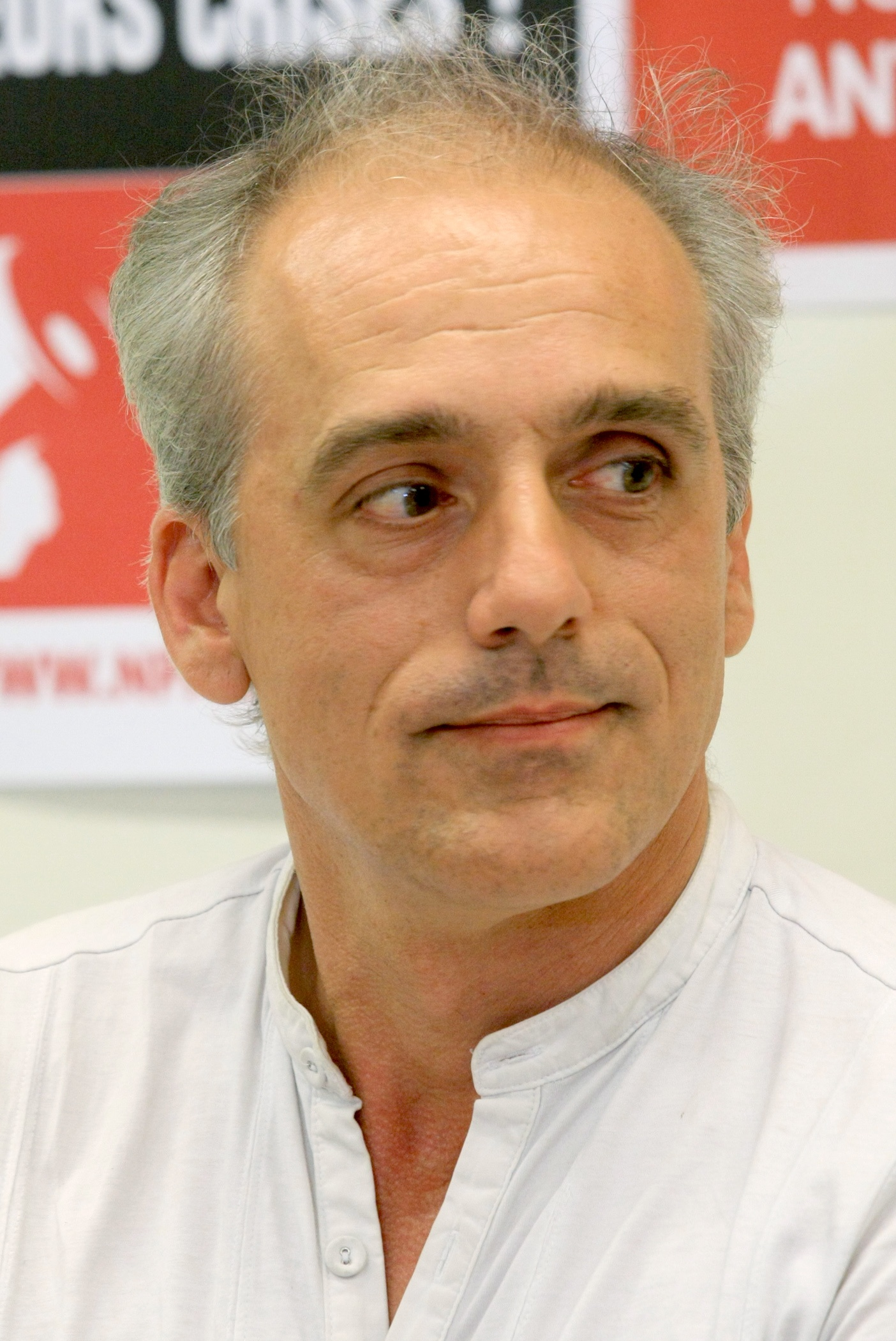
Philippe Poutou en 2011.

Philippe Poutou commence à militer au lycée en 1984, se disant à l'époque « anarchiste, anti-Pinochet, pour Mandela, contre l'apartheid, antinucléaire, baba-cool », rapporte le quotidien Ouest-France.
L'année suivante, il entre avec plusieurs amis à Lutte ouvrière, où il milite avant d'en être exclu avec une grande partie des militants de Bordeaux et de Rouen en 1997, à la suite d'une crise interne du parti,. Ces militants forment alors en 1997 la Voix des travailleurs, qui intègre en 2000 la Ligue communiste révolutionnaire (LCR).
Militant de la LCR devenue ensuite le Nouveau Parti anticapitaliste (NPA), Philippe Poutou est candidat pour ce parti aux élections législatives de 2007 en Gironde, puis conduit la liste du NPA aux élections régionales de 2010 en Aquitaine, qui recueille 2,52 % des suffrages exprimés[source insuffisante].

#### Candidature à l'élection présidentielle de 2012
Il est désigné candidat du NPA à l'élection présidentielle de 2012 le 25 juin 2011 par les délégués à la conférence nationale, lançant la course aux 500 parrainages. Il en dépose finalement 572 au Conseil constitutionnel le 16 mars 2012, officialisant ainsi sa candidature,.
Le slogan de la campagne est « Aux capitalistes de payer leurs crises ». Remarqué durant la campagne pour son franc-parler et son naturel, il déclare ne pas souhaiter faire une carrière politique.
Totalisant 1,15 % des voix au premier tour, Philippe Poutou termine huitième (sur dix candidats) de cette élection présidentielle, réalisant un score inférieur à ceux réalisés par Olivier Besancenot pour la LCR en 2007 (4,08 %) et 2002 (4,25 %).
Après l'élection présidentielle de 2012, Philippe Poutou reste membre des instances dirigeantes du NPA. Il est candidat, comme en 2007, aux élections législatives dans la cinquième circonscription de la Gironde où il obtient 2,12 % des suffrages exprimés.
Il conduit la liste du NPA aux élections municipales de 2014 à Bordeaux, où il recueille 2,50 % des suffrages, puis aux élections européennes de 2014 dans la circonscription Sud-Ouest, où il recueille 0,54 %.
Le 8 octobre 2014, il annonce qu'il quitte le comité exécutif du parti, selon lui trop « parisien ». D'une part, il vit à Bordeaux et estime que la distance l'empêche de s'intégrer, d'autre part, il critique le fonctionnement du comité exécutif, qui d'après lui peine à instaurer une démocratie et où se multiplient les conflits interpersonnels. Cependant, il indique que ces désaccords ne sont pas politiques.

#### Candidature à l'élection présidentielle de 2017
Le 20 mars 2016, il est investi candidat par le NPA en vue de l'élection présidentielle de 2017,. Conformément à la tradition de son parti, qui ne présente pas plus de deux fois le même candidat à une élection présidentielle, Philippe Poutou annonce qu'il s'agit de sa dernière candidature à une élection présidentielle. Son slogan de campagne est « Nos vies, pas leurs profits », un slogan proche de celui utilisé par Olivier Besancenot en 2007 (« Nos vies valent plus que leurs profits »). Il entend capitaliser sur la mobilisation contre la loi travail et le mouvement Nuit debout.
Il fait part de sa difficulté à réunir le nombre de parrainages exigé pour se présenter au scrutin présidentiel. En dépit de ces difficultés, Philippe Poutou refuse de recourir à l'aide que lui propose le Front national. Il fait finalement partie de la liste des candidats participant à l'élection présidentielle, ayant réussi à obtenir 573 soutiens après avoir reçu l'appui de la trotskiste Nathalie Arthaud et la signature du centriste Jean Lassalle, tous deux candidats au scrutin.
Durant le débat télévisé du 4 avril 2017, qui rassemble pour la première fois les onze candidats, Philippe Poutou dénonce les « politiciens corrompus, déconnectés de la réalité ». Il attaque François Fillon et Marine Le Pen sur les affaires judiciaires dont les deux font l'objet, interpellant la candidate du Front national par la phrase choc « Nous quand on est convoqué par la police, on n'a pas d'immunité ouvrière, désolé, on y va », en référence à la décision de cette dernière de ne pas se rendre à une convocation des juges en invoquant son immunité parlementaire. Il refuse également d'apparaître avant le débat sur la photo rassemblant l'ensemble des candidats. Plusieurs observateurs, y compris étrangers,, estiment qu'il est le candidat qui s'est le plus démarqué lors de cette émission,,.
Par la suite, il est critiqué pour ses propos tenus à la suite de l'assassinat d'un policier sur les Champs-Élysées : lors de l'émission politique 15 minutes pour convaincre, quelques minutes après l’attentat, il appelle en effet à « désarmer les policiers car ils agressent dans les manifs, les jeunes et les quartiers populaires », ce qui lui vaut de vives critiques.
À l'issue du premier tour, il recueille 1,09 % des voix, soit un score en léger repli par rapport à 2012. Il ne donne pas de consigne de vote pour le second tour. Il refuse ainsi de participer au « front républicain » contre Marine Le Pen, considérant qu'Emmanuel Macron est, comme sa concurrente, un avatar indésirable du capitalisme et qu'il a récupéré « tous les tocards de la politique ». Il annonce ensuite qu'il ne compte pas se représenter à l'élection présidentielle de 2022.

#### Participation au mouvement des Gilets jaunes

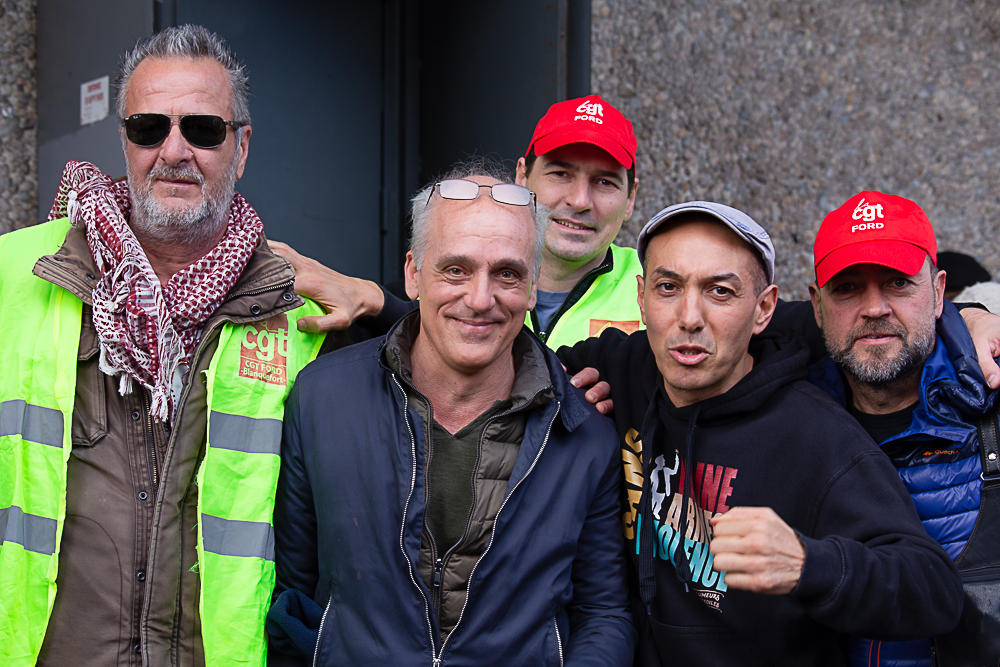
Philippe Poutou lors de la grève interprofessionnelle contre la réforme des retraites (Bordeaux, janvier 2020).

Philippe Poutou participe au mouvement des Gilets jaunes qui est selon lui « l'expression d'un ras-le-bol contre une société qui est profondément injuste ». En 2018 et 2019, il milite contre la fermeture de l'usine Ford de Blanquefort, dont il est salarié,,. Mais l'usine ferme en octobre 2019 et Philippe Poutou voit rejetée sa demande tendant à ce que l'État récupère les 15 millions d'euros d'aides publiques versés à Ford,,.

#### Élection au conseil municipal de Bordeaux
Philippe Poutou est candidat aux élections municipales de 2020 à Bordeaux comme tête de liste du collectif « Bordeaux en luttes » avec le soutien du NPA, de La France insoumise et de Gilets jaunes. Il axe sa campagne sur la contestation sociale et propose notamment la gratuité des transports en commun et la réquisition des logements vides. Parvenant à créer une dynamique de campagne, il voit les sondages le placer avec les trois principaux candidats (Nicolas Florian pour Les Républicains, Pierre Hurmic pour Europe Écologie Les Verts et Thomas Cazenave pour La République en marche), alors qu'il avait obtenu 2,5 % des voix en 2014.
Au premier tour, sa liste réunit 11,8 % des suffrages exprimés — soit un point de moins que celle de Cazenave —, ce qui lui permet de se maintenir au second tour. Au second tour, dans le cadre d'une triangulaire, sa liste arrive en dernière position avec 9,4 %, obtenant trois sièges au conseil municipal et un au conseil communautaire. À la suite du scrutin, Philippe Poutou déclare : « On a réussi à faire entendre la colère sociale et faire la démonstration que Bordeaux n'est pas qu'une ville bourgeoise ». Il s'agit ainsi de la première fois que Philippe Poutou obtient un mandat électif.
À partir de décembre 2021, le collectif Bordeaux en Luttes connaît une crise, avec la démission d'un membre du conseil municipal, qui doit être remplacé alors par Myriam Eckert,. Le 13 janvier 2022, Myriam Eckert, qui s'estime « placardisée » au sein du collectif, porte plainte contre Philippe Poutou et Évelyne Cervantes-Descubes, une autre conseillère municipale, pour « harcèlement moral ». Ces derniers affirment que la plaignante multiplie les échanges agressifs et insultants et qu'ils veulent « fonctionner séparément », actant que le collectif Bordeaux en Luttes est en crise. Le 14 janvier, Philippe Poutou et Évelyne Cervantes-Descubes officialisent leur rupture avec le collectif bordelais.
En novembre 2022, Philippe Poutou recrute sa femme comme collaboratrice à la mairie de Bordeaux.

#### Candidature à l'élection présidentielle de 2022

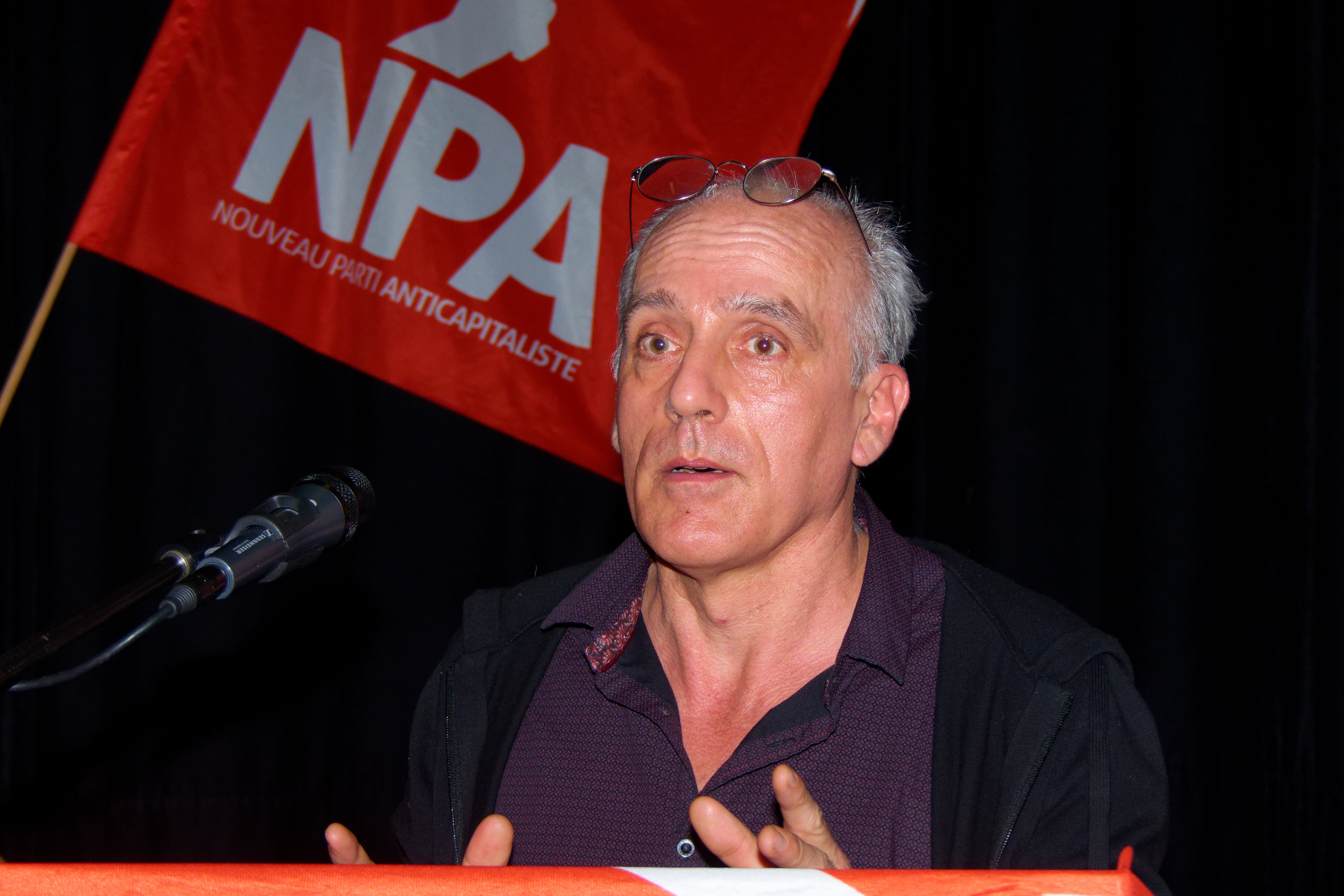
Philippe Poutou lors d'une réunion publique au Foyer Municipal d'Audincourt, le 23 février 2022.

Après avoir déclaré dès 2017 qu'il ne souhaitait pas être candidat une troisième fois à un scrutin présidentiel, il est finalement investi en juin 2021 par le NPA pour l'élection présidentielle de 2022, menant donc une troisième campagne consécutive.
En février 2022, Libération rapporte que l'entourage du président Emmanuel Macron souhaite éviter une confrontation entre ce dernier et Philippe Poutou, faisant référence au débat à onze candidats d'avril 2017, où Philippe Poutou avait « mitraillé » François Fillon,. Philippe Poutou dénonce une « forme de mépris social », tandis qu'il liste les sujets qu'il aurait voulu aborder avec le chef de l'État : les « mains arrachées » et les « gens éborgnés » en référence au mouvement des Gilets jaunes, les « milliers de lits supprimés à l'hôpital », « la chasse aux réfugiés », « les tentes lacérées » ou encore « les morts en Méditerranée »,.
Au sujet des territoires ultramarins, contrairement à la plupart des autres candidats, il souhaite explicitement accorder l'indépendance aux populations d'Outre-Mer qui le désirent, comme celles de Guyane ou de Nouvelle-Calédonie.
Le 7 mars 2022, le Conseil Constitutionnel valide de justesse la candidature de Philippe Poutou, ce dernier ayant obtenu 596 parrainages,. Il fait ainsi partie des 12 candidats officiels de l'élection présidentielle de 2022. Le même jour, il déclare avoir reçu une convocation policière pour « injure publique contre une administration publique » et dénonce une tentative d'intimidation.
Il termine à la onzième et avant-dernière place devant Nathalie Arthaud avec 0,76 % des suffrages, le plus faible score de ses trois candidatures. Il appelle ses électeurs à « ne pas donner une voix à l'extrême droite » au second tour mais ne donne pas de consigne de vote en faveur d'Emmanuel Macron.

#### Candidature aux élections législatives de 2022
Le 5 mai, alors que les discussions avec la Nouvelle Union populaire écologique et sociale s'achèvent, le Nouveau Parti anticapitaliste annonce qu'aucune circonscription n'a été proposée à Philippe Poutou (y compris en Gironde), alors que « de nombreux militants de gauche espéraient voir Philippe Poutou à l'Assemblée ».

#### Candidature aux élections européennes de 2024
Le NPA-B, ayant échoué à faire alliance avec LFI, ne présente pas de liste en France. Philippe Poutou se présente en Belgique, 3e sur la liste de la Gauche anticapitaliste.

#### Candidature aux élections législatives de 2024
Le 14 juin, il est investi par le Nouveau Front populaire pour se présenter dans la première circonscription de l'Aude. Il accède de justesse au second tour, avec 18,70 % des voix, où il est opposé à Christophe Barthès, qui est proche d'être élu au premier tour. Il perd au second tour avec 38,56 % des votes exprimés.

## Vie privée
Pendant la campagne pour l'élection présidentielle de 2017, il déclare à la Haute Autorité pour la transparence de la vie publique vivre en concubinage. Philippe Poutou habite à Bordeaux.

## Résultats électoraux

### Élections présidentielles
| Année | Parti   | Parti | 1er tour | 1er tour | 1er tour |
| Année | Parti   | Parti | Voix     | %        | Rang     |
| ----- | ------- | ----- | -------- | -------- | -------- |
| 2012  |         | NPA   | 411 160  | 1,15     | 8e       |
| 2017  | 394 505 | NPA   | 1,09     | 8e       |          |
| 2022  | 268 904 | NPA   | 0,76     | 11e      |          |

### Élections législatives
| 2007 |           | LCR           | 5e de la Gironde | 1 582 | 2,70 | 8e     |       |    |  | Battu |
| 2012 |           | NPA           | 5e de la Gironde | 1 264 | 2,12 | 8e     |       |    |  | Battu |
| 2024 | NPA (NFP) | 1re de l'Aude | 12 475           | 18,70 | 2e   | 23 251 | 38,56 | 2e |  | Battu |

### Élections européennes
Les résultats ci-dessous concernent uniquement les élections où il est tête de liste.
| Année | Parti | Parti | Circonscription | Voix   | %    | Rang | Sièges obtenus |
| ----- | ----- | ----- | --------------- | ------ | ---- | ---- | -------------- |
| 2014  |       | NPA   | Sud-Ouest       | 15 799 | 0,54 | 14e  | 0 / 10         |

### Élections régionales
Les résultats ci-dessous concernent uniquement les élections où il est tête de liste.
| Année | Parti | Parti | Région    | 1er tour | 1er tour | 1er tour | Sièges obtenus |
| Année | Parti | Parti | Région    | Voix     | %        | Rang     | Sièges obtenus |
| ----- | ----- | ----- | --------- | -------- | -------- | -------- | -------------- |
| 2010  |       | NPA   | Aquitaine | 27 290   | 2,52     | 7e       | 0 / 85         |

### Élections municipales
Les résultats ci-dessous concernent uniquement les élections où il est tête de liste.
| Année | Parti | Parti | Commune  | 1er tour | 1er tour | 1er tour | 2d tour | 2d tour | 2d tour | Sièges obtenus |
| Année | Parti | Parti | Commune  | Voix     | %        | Rang     | Voix    | %       | Rang    | Sièges obtenus |
| ----- | ----- | ----- | -------- | -------- | -------- | -------- | ------- | ------- | ------- | -------------- |
| 2001  |       | LCR   | Bordeaux | 1 431    | 2,43     | 7e       |         |         |         | 0 / 61         |
| 2014  |       | NPA   | Bordeaux | 1 914    | 2,51     | 6e       | 0 / 65  |         |         |                |
| 2020  |       | NPA   | Bordeaux | 6 470    | 11,77    | 4e       | 5 357   | 9,39    | 3e      | 3 / 65         |

## Ligne politique
Se réclamant directement du trotskisme, Philippe Poutou défend une politique révolutionnaire et anticapitaliste. En 2017, il préconise la retraite à taux plein à 60 ans et la création massive d'emplois publics. Partisan du partage du travail, il propose de lutter contre le chômage passant à la semaine de 32 heures sur 4 jours, voire 30 heures pour les emplois les plus pénibles. Il prévoit d'interdire les licenciements, notamment en « réquisitionnant » les sociétés qui suppriment des emplois. Poutou est partisan d'une nationalisation massive des banques et des grandes entreprises.
Le candidat trotskiste à l'élection présidentielle dit vouloir soutenir les « opprimés de tous bords », notamment par le biais de la lutte contre le sexisme, contre l'homophobie ou contre l'islamophobie, thème sur lequel il est critiqué par l'autre candidate trotskiste, Nathalie Arthaud, pour qui certaines de ses prises de position en la matière constituent de la « démagogie vis-à-vis de l'islam ».
Il propose de désarmer la police de proximité, « celle qui encadre les manifestations, du quadrillage des quartiers populaires », tout en estimant que « dans certaines circonstances » les policiers pouvaient être armés. Il maintient cette position après l'attentat des Champs-Elysées en 2017 qui coûte la vie à un policier et en blesse deux autres, ce qui suscite des réactions indignées de la part de plusieurs personnalités politiques,. Il déclare également à la suite de cet attentat : « (…) Pour nous, la lutte contre le terrorisme, c'est l'arrêt de la politique internationale de la France au Qatar ou en Arabie saoudite (…) Il est temps de combattre le terreau du terrorisme ». Il dénonce aussi un État « de plus en plus répressif » et demande la levée de l'état d'urgence.
Concernant l'invasion de l'Ukraine par la Russie en 2022, il déclare : « À partir du moment où il y a une invasion militaire, on pense que la population ukrainienne doit pouvoir se défendre, y compris militairement ». Poutou juge également que le conflit « n'est pas si simple que ça » et qu'il y a « des forces politiques d'extrême-droite très réactionnaires aussi en Ukraine ».
En octobre 2023, après l'attaque du Hamas à l'encontre de civils israéliens et étrangers dans les établissements israéliens du pourtour de la bande de Gaza, le NPA et son chef de file Philippe Poutou affirment leur « soutien plein et entier à la lutte des Palestiniens pour leur émancipation, y compris par la lutte armée ». Ces propos font polémique. Le NPA est peu après visé par une enquête pour apologie du terrorisme

## Publication
- Un ouvrier, c'est là pour fermer sa gueule !, éditions Textuel, 2012  (ISBN 978-2-8459-7441-8), 47 p.
- Philippe Poutou, Julien Salingue et Béatrice Walylo, Un “petit” candidat face aux “grands” médias, Libertalia, 3 mars 2023, 160 p. (ISBN 978-2-377-29284-4 et 978-2-377-29285-1).